# Misfits (Fernsehserie)/Episodenliste
Diese Episodenliste enthält alle Episoden der britischen Fernsehserie Misfits in der Reihenfolge ihrer Erstausstrahlung. Zwischen 2009 und 2013 entstanden in fünf Staffeln 37 Episoden mit einer Länge von jeweils etwa 45 Minuten.

## Übersicht
| Staffel | Episodenanzahl | Erstausstrahlung Vereinigtes Königreich | Erstausstrahlung Vereinigtes Königreich | Deutschsprachige Erstausstrahlung | Deutschsprachige Erstausstrahlung |
| Staffel | Episodenanzahl | Staffelstart                            | Staffelfinale                           | Staffelstart                      | Staffelfinale                     |
| ------- | -------------- | --------------------------------------- | --------------------------------------- | --------------------------------- | --------------------------------- |
| 1       | 6              | 12. November 2009                       | 17. Dezember 2009                       | 26. Oktober 2012                  | 27. Oktober 2012                  |
| 2       | 7              | 11. November 2010                       | 19. Dezember 2010                       | 7. Dezember 2012                  | 8. Dezember 2012                  |
| 3       | 2 Specials     | 15. September 2011                      | 15. September 2011                      |                                   |                                   |
| 3       | 8              | 30. Oktober 2011                        | 18. Dezember 2011                       | 4. Januar 2013                    | 6. Januar 2013                    |
| 4       | 8              | 28. Oktober 2012                        | 16. Dezember 2012                       | 1. September 2013                 | 8. September 2013                 |
| 5       | 8              | 23. November 2013                       | 11. Dezember 2013                       | 27. Juli 2014                     | 24. August 2014                   |

## Staffel 1
| Nr. (ges.) | Nr. (St.) | Deutscher Titel        | Originaltitel | Erstausstrahlung UK | Deutschsprachige Erstausstrahlung (D) | Regie      | Drehbuch       | Zuschauer (UK) |
| ---------- | --------- | ---------------------- | ------------- | ------------------- | ------------------------------------- | ---------- | -------------- | -------------- |
| 1          | 1         | Das Gewitter           | Episode One   | 12. Nov. 2009       | 26. Okt. 2012                         | Tom Green  | Howard Overman | 787.000        |
| 2          | 2         | Gewitterfolgen         | Episode Two   | 19. Nov. 2009       | 26. Okt. 2012                         | Tom Green  | Howard Overman | 738.000        |
| 3          | 3         | Wohin mit den Leichen? | Episode Three | 26. Nov. 2009       | 26. Okt. 2012                         | Tom Harper | Howard Overman | 680.000        |
| 4          | 4         | Die Zeitenmanipulierer | Episode Four  | 3. Dez. 2009        | 27. Okt. 2012                         | Tom Green  | Howard Overman | 710.000        |
| 5          | 5         | Sallys Geheimnis       | Episode Five  | 10. Dez. 2009       | 27. Okt. 2012                         | Tom Harper | Howard Overman | 670.000        |
| 6          | 6         | Die Tugendhaften       | Episode Six   | 17. Dez. 2009       | 27. Okt. 2012                         | Tom Harper | Howard Overman | 660.000        |

## Staffel 2
| Nr. (ges.) | Nr. (St.) | Deutscher Titel      | Originaltitel     | Erstausstrahlung UK | Deutschsprachige Erstausstrahlung (D) | Regie       | Drehbuch       | Zuschauer (UK) |
| ---------- | --------- | -------------------- | ----------------- | ------------------- | ------------------------------------- | ----------- | -------------- | -------------- |
| 7          | 1         | Die große Unbekannte | Episode One       | 11. Nov. 2010       | 7. Dez. 2012                          | Tom Green   | Howard Overman | 1.423.000      |
| 8          | 2         | Nathans Bruder       | Episode Two       | 18. Nov. 2010       | 7. Dez. 2012                          | Tom Green   | Howard Overman | 1.305.000      |
| 9          | 3         | Der Tätowierer       | Episode Three     | 25. Nov. 2010       | 7. Dez. 2012                          | Tom Harper  | Howard Overman | 1.370.000      |
| 10         | 4         | Das Spenderherz      | Episode Four      | 2. Dez. 2010        | 8. Dez. 2012                          | Owen Harris | Howard Overman | 1.416.000      |
| 11         | 5         | Der Maskenball       | Episode Five      | 9. Dez. 2010        | 8. Dez. 2012                          | Owen Harris | Howard Overman | 1.429.000      |
| 12         | 6         | Endlich berühmt      | Episode Six       | 16. Dez. 2010       | 8. Dez. 2012                          | Owen Harris | Howard Overman | 1.593.000      |
| 13         | 7         | Nathan wird Vater    | Christmas Special | 19. Dez. 2010       | 8. Dez. 2012                          | Tom Harper  | Howard Overman | 1.698.000      |

## Staffel 3
| Nr. (ges.) | Nr. (St.) | Deutscher Titel     | Originaltitel | Erstausstrahlung UK | Deutschsprachige Erstausstrahlung (D) | Regie                               | Drehbuch       | Zuschauer (UK) |
| ---------- | --------- | ------------------- | ------------- | ------------------- | ------------------------------------- | ----------------------------------- | -------------- | -------------- |
| –          | –         | Vegas Baby!         | Vegas Baby!   | 15. Sep. 2011       | –                                     | Jonathan van Tulleken               | Howard Overman | –              |
| 14         | 1         | Der Neue            | Episode One   | 30. Okt. 2011       | 4. Jan. 2013                          | Wayne Che Yip und Alex Garcia Lopez | Howard Overman | 1.794.000      |
| 15         | 2         | Verwirrung          | Episode Two   | 6. Nov. 2011        | 4. Jan. 2013                          | Wayne Che Yip und Alex Garcia Lopez | Howard Overman | 1.606.000      |
| 16         | 3         | Simon und Peter     | Episode Three | 13. Nov. 2011       | 4. Jan. 2013                          | Will Sinclair                       | Howard Overman | 1.467.000      |
| 17         | 4         | Die Zeitreise       | Episode Four  | 20. Nov. 2011       | 5. Jan. 2013                          | Wayne Che Yip & Alex Garcia Lopez   | Howard Overman | 1.424.000      |
| 18         | 5         | Im falschen Körper  | Episode Five  | 27. Nov. 2011       | 5. Jan. 2013                          | Will Sinclair                       | Jon Brown      | 1.230.000      |
| 19         | 6         | Rudys bestes Stück  | Episode Six   | 4. Dez. 2011        | 5. Jan. 2013                          | Jonathan van Tulleken               | Jon Brown      | 1.498.000      |
| –          | –         | Erazer              | Erazer        | 4. Dez. 2011        | –                                     | Al Mackay                           | Chris Coghill  | –              |
| 20         | 7         | Angriff der Zombies | Episode Seven | 11. Dez. 2011       | 6. Jan. 2013                          | Will Sinclair                       | Howard Overman | 1.462.000      |
| 21         | 8         | Simons Mission      | Episode Eight | 18. Dez. 2011       | 6. Jan. 2013                          | Jonathan van Tulleken               | Howard Overman | 1.503.000      |

## Staffel 4
| Nr. (ges.) | Nr. (St.) | Deutscher Titel | Originaltitel | Erstausstrahlung UK | Deutschsprachige Erstausstrahlung (D) | Regie                 | Drehbuch       | Zuschauer (UK) |
| ---------- | --------- | --------------- | ------------- | ------------------- | ------------------------------------- | --------------------- | -------------- | -------------- |
| 22         | 1         | Folge Eins      | Episode One   | 28. Okt. 2012       | 1. Sep. 2013                          | Nirpal Bhogal         | Howard Overman | 1.016.000      |
| 23         | 2         | Folge Zwei      | Episode Two   | 4. Nov. 2012        | 1. Sep. 2013                          | Nirpal Bhogal         | Howard Overman | 827.000        |
| 24         | 3         | Folge Drei      | Episode Three | 11. Nov. 2012       | 1. Sep. 2013                          | Nirpal Bhogal         | Howard Overman | –              |
| 25         | 4         | Folge Vier      | Episode Four  | 18. Nov. 2012       | 1. Sep. 2013                          | Jonathan van Tulleken | Howard Overman | –              |
| 26         | 5         | Folge Fünf      | Episode Five  | 25. Nov. 2012       | 8. Sep. 2013                          | Jonathan van Tulleken | Howard Overman | –              |
| 27         | 6         | Folge Sechs     | Episode Six   | 2. Dez. 2012        | 8. Sep. 2013                          | Jonathan van Tulleken | Jon Brown      | –              |
| 28         | 7         | Folge Sieben    | Episode Seven | 9. Dez. 2012        | 8. Sep. 2013                          | Dusan Lazarevic       | Jon Brown      | –              |
| 29         | 8         | Folge Acht      | Episode Eight | 16. Dez. 2012       | 8. Sep. 2013                          | Dusan Lazarevic       | Howard Overman | –              |

## Staffel 5
| Nr. (ges.) | Nr. (St.) | Deutscher Titel | Originaltitel | Erstausstrahlung UK | Deutschsprachige Erstausstrahlung (D) | Regie            | Drehbuch       |
| ---------- | --------- | --------------- | ------------- | ------------------- | ------------------------------------- | ---------------- | -------------- |
| 30         | 1         | Folge Eins      | Episode One   | 23. Okt. 2013       | 27. Juli 2014                         | William McGregor | Howard Overman |
| 31         | 2         | Folge Zwei      | Episode Two   | 30. Okt. 2013       | 27. Juli 2014                         | William McGregor | Howard Overman |
| 32         | 3         | Folge Drei      | Episode Three | 6. Nov. 2013        | 10. Aug. 2014                         | William McGregor | Howard Overman |
| 33         | 4         | Folge Vier      | Episode Four  | 13. Nov. 2013       | 10. Aug. 2014                         | Lawrence Gough   | Jon Brown      |
| 34         | 5         | Folge Fünf      | Episode Five  | 20. Nov. 2013       | 17. Aug. 2014                         | Lawrence Gough   | Howard Overman |
| 35         | 6         | Folge Sechs     | Episode Six   | 27. Nov. 2013       | 17. Aug. 2014                         | Lewis Arnold     | Howard Overman |
| 36         | 7         | Folge Sieben    | Episode Seven | 4. Dez. 2013        | 24. Aug. 2014                         | Lewis Arnold     | Jon Brown      |
| 37         | 8         | Folge Acht      | Episode Eight | 11. Dez. 2013       | 24. Aug. 2014                         | Wayne Yip        | Howard Overman |